# Aurora Vargas
Aurora Vargas Vargas, (Sevilla, 1956), también conocida como Aurora Vargas es una cantaora y bailaora gitana de flamenco española. 

## Biografía
Aurora Vargas nació en el popular barrio de La Macarena en Sevilla. De familia gitana de fragua comenzó a cantar y bailar desde pequeña, según afirma "cantando que yo recuerde desde que tenía cuatro o cinco años".

Participa en la "VI Quincena de Arte Flamenco" celebrada en Sevilla, el 4 de diciembre de 1986 en el Teatro Lope de Vega, siendo nominada como artista revelación.
Debuta como profesional en los tablaos madrileño Los Canasteros y el sevillano Los Gallos.
Ha participado en numerosas ocasiones en las "Bienales de Arte Flamenco" de Sevilla donde cabe reseñar su participación por primera vez en su IV Edición compartiendo cartel con artistas de renombre como José Mercé o Bernarda de Utrera, entre otras.
Participa con Placido Domingo en la película "Carmen" bajo la dirección de Francesco Rosi. Durante varios meses forma parte de la compañía de Antonio Gades cuando representaba en París esta misma obra en el escenario de los Campos Elíseos.
Ha trabajado por toda la geografía española así como en Francia, Italia, Inglaterra, Japón, India, Estados Unidos, etc.
Reconocida con la Medalla de la Ciudad de Sevilla por una vida entera dedicada con pasión y profesionalidad a su arte, a su barrio y a su Ciudad en 2014.

## Discografía
- Participa en la película de "Flamenco" de Carlos Saura.
- Banda sonora de la serie televisiva «El Ángel»
- Acero frío (1997)
- Dos grabaciones para el sello Pasarela, bajo la dirección de Daniel Navarro «Niño de Pura»
- A Rumba Abierta
- Ellas cantan flamenco
- Arte, Compás y Sentimiento
- Puro y Jondo junto a Jesús Heredia
- Orso Romí (2001)